# Harts Ground
Harts Ground var en civil parish från 1858 till 1987 då den blev en del av Holland Fen with Brothertoft, i distriktet Boston, i grevskapet Lincolnshire, i England. Civil parish var belägen 15 km från Boston och hade 4 invånare år 1971.